# Final Fantasy XIV: Shadowbringers
Final Fantasy XIV: Shadowbringers est la troisième extension de Final Fantasy XIV, un jeu de rôle en ligne massivement multijoueur (MMORPG) développé et édité par Square Enix sur macOS, PlayStation 4 et Windows, puis plus tard sur PlayStation 5 et Xbox Series X/S. Elle est publiée le 2 juillet 2019 soit deux ans après l'extension précédente, Stormblood. Comme à l'accoutumée, Naoki Yoshida en a été le réalisateur et le producteur tandis que Masayoshi Soken en a composé la bande originale. La nouvelle extension est vendue en tant que produit autonome pour les clients possédant déjà le jeu de base ; pour les néophytes, l'édition complète parue au lancement de Heavensward a été mise à jour pour inclure toutes les extensions disponibles.
L'action de Shadowbringers se déroule dans le Premier Reflet, une dimension parallèle qui se trouve au bord de l'effondrement et que le personnage du joueur sera appelé à sauver et à restaurer. Accompagné par ses camarades Héritiers de la Septième Aube accidentellement invoqués avant lui dans cet autre monde, le joueur y fera la connaissance d'un nouvel antagoniste en la personne de l'immortel Emet-Selch, qui désire exploiter le Fléau en cours pour ressusciter son dieu, Zordiarche. Emet-Selch va lui aussi accompagner le joueur, avec lequel il va nouer un lien et une certaine confiance malgré leurs ambitions fondamentalement opposées. En plus d'introduire de nouvelles zones, l'extension a augmenté le niveau maximum du jeu, lancé deux nouvelles classes de personnage et deux races jouables, ainsi que la possibilité d'explorer les donjons avec des PNJ via le système d'adjuration.
Shadowbringers a reçu un accueil critique et populaire unanimement positif, en particulier grâce à son écriture et à l'attention prêtée à l'accessibilité pour les nouveaux joueurs. En décembre 2019, le jeu avait atteint un total cumulé de 18 millions de comptes de joueurs cumulés. Comme pour les extensions précédentes, un cycle de patchs majeurs était prévu tous les trois mois. Ces mises à jour font progresser la quête principale, implémentent de nouvelles fonctionnalités et introduisent quelques quêtes secondaires, notamment un crossover écrit par Yoko Taro mettant en scène des personnages et éléments de Nier:Automata ainsi que la « reconstruction d'Ishgard », une campagne à long terme visant à reconstruire la cité partiellement détruite après les nombreux assauts qu'elle a subie au cours de la Guerre du Chant des Dragons. La sortie du troisième patch a néanmoins été retardée de deux mois en raison de la pandémie de Covid-19.

## Système de jeu
Le gameplay reste globalement inchangé par rapport au jeu de base : les joueurs interagissent les uns avec les autres dans un monde persistant réactif à leurs actions. Le niveau maximal est passé à 80 et certains jobs ont connu une refonte totale. À titre d'exemple, les jobs de tank ne subissent plus de pénalité lorsqu'ils sont trop concentrés sur la rétention de l'attention de l'ennemi, conformément à ce que demandaient un grand nombre de joueurs. Certaines barres de ressource, telles que les points de magie, ont été rééquilibrées afin de rendre leur fonctionnement plus intelligible. Deux nouveaux jobs font leur apparition, le pistosabreur et le danseur. Le premier est un tank maniant une pistolame, arme issue de l'univers de Final Fantasy VIII. Le second est un DPS (inflige des dégâts) à distance maniant des chakrams dont le style de combat s'inspire de diverses danses folkloriques du monde réel et est axé sur le support des alliés. Les développeurs ont révélé avoir introduit le pistosabreur pour équilibrer le nombre de tanks principaux et secondaires (off-tanks) ainsi qu'un nouveau job de DPS physique à distance car cela faisait plusieurs années qu'ils n'en avaient plus introduits. Ils se sont abstenus d'ajouter un nouveau job de soigneur car ils estimaient que l'équilibre entre les trois classes de soin déjà présentes était satisfaisant.
L'une des grandes nouveautés de Shadowbringers est la possibilité pour les joueurs d'explorer les donjons avec des personnages non-joueurs contrôlés par ordinateur grâce au système d'adjuration. Ces PNJ varient d'un donjon à l'autre en fonction du contexte du scénario dans lequel ils sont parcourus et ils offrent chacun un dialogue unique. Cette fonctionnalité est inspirée des « gambits » de Final Fantasy XII et les personnages sont programmés pour effectuer des actions reflétant leur personnalité. L'adjuration doit bénéficier aux joueurs peu expérimentés avec les jeux en ligne, mais aussi éliminer le temps d'attente nécessaire à la mise en correspondance avec d'autres joueurs et fournir des points d'expérience pour le job limité du mage bleu. Les nouvelles quêtes de Shadowbringers s'échelonnent du niveau 70 à 80 et les quêtes de rôle pour les différentes classes de combat enseignent chacune des aspects inconnus de ces jobs tout en développant l'histoire du Premier Reflet.
La quête principale de A Realm Reborn a elle aussi fait l'objet d'une refonte majeure à l'occasion du patch 5.3. De nombreuses quêtes et objectifs jugés inutiles ont été supprimés de l'histoire principale, en particulier dans les contenus des patchs post 2.0. Le vol a été débloqué dans les zones de A Realm Reborn une fois l'histoire principale du jeu de base terminée. En outre, un mode New Game Plus a été ajouté, permettant aux joueurs de redécouvrir certaines quêtes de l'histoire.
Les classes d'artisanat et de récolte ont également fait l'objet d'améliorations tout au long du cycle de patchs pour devenir plus accessibles aux débutants avec la suppression de certaines actions jugées redondantes et l'ajout d'explications automatiques lors de l'acquisition de nouvelles mécaniques. Ces changements surviennent alors que de plus en plus de joueurs sont appelés à prendre part à la « reconstruction d'Ishgard », un projet de travaux publics collaboratif massif et dirigé par les joueurs pour reconstruire un quartier résidentiel ishgardais détruit lors de la Guerre du Chant des Dragons. S'étendant sur plusieurs patchs, il offre des récompenses aux personnages débutants comme expérimentés,. Le Diadème, une vaste zone en monde ouvert ayant fait son apparition dans Heavensward, a été reconfiguré pour devenir un lieu de récolte de matières premières utiles à la reconstruction. Cet épisode a servi de justification narrative à l'introduction d'un nouveau quartier résidentiel pour les joueurs, Empyrée, à l'extension suivante (Endwalker). Ce contenu reste toutefois à l'usage des joueurs qui l'exploitent toujours puisqu'il s'agit d'une grande source d'expérience pour les classes d'artisanat et de récolte.
Enfin, d'autres éléments déjà existants ont reçu des mises à jour avec la sortie de Shadowbringers. Le mage bleu, un job « limité » introduit dans Stormblood, a été entièrement repensé. Les mages bleu apprennent de nouvelles capacités en copiant celles des monstres qu'ils affrontent, or cela leur permet d'utiliser des combos d'attaques totalement déséquilibrés par rapport aux classes normales. C'est pourquoi ce job ne peut plus participer à des instances avec d'autres joueurs non mages bleus. En compensation, des récompenses uniques ainsi que des titres peuvent être obtenus en effectuant du contenu de haut niveau au sein d'équipes composées exclusivement de mages bleus. Un nouveau mode joueur contre joueur (PvP) en alliance nommé Onsal Hakair (Danshig Naadam), où les joueurs s'affrontent dans des simulations de jeux de guerre lors de la préparation pour le Naadam annuel, a été lancé peu après l'extension,. Le front sud de Bozja et Zadnor sont également des zones de champs de bataille en alliance (c'est-à-dire regroupant un grand nombre de joueurs), mais il s'agit cette fois d'un contenu PvE et la progression de chaque personnage est individuelle. Les joueurs s'y engagent dans des escarmouches et des batailles contre les forces garlemaldaises stationnées à Bozja, s'achevant sur un raid dans une forteresse impériale ou un grand dirigeable. Dans la continuité des raids « Retour à Ivalice », le scénario de cette succession de quêtes secondaires a été écrit par Matsuno.

## Trame

### Contexte et personnages
L'intrigue de Shadowbringers se déroule dans le Premier Reflet, une dimension séparée du monde primitif (le nôtre) il y a des éons, lorsque Hydaelyn l'a fragmenté en 13 reflets pour emprisonner Zordiarche. Les Asciens, disciples immortels de cette déité, déclenchent des calamités sur le monde primitif pour « fusionner » les différents reflets. Ils ont manipulé les héros du Premier Reflet pour chasser les Ténèbres de leur monde, créant de ce fait un déséquilibre avec un excès mortel de Lumière. Ce Déluge de Lumière a intégralement anéanti leur dimension à l'exception du continent de Norvrandt. C'est Minfilia, ancienne alliée du joueur et Prêtresse de la Lumière, qui est parvenue à stopper le Déluge en se sacrifiant comme cela est indiqué dans Heavensward. Les survivants du Déluge doivent désormais vivre en résistant aux monstrueux « purgateurs », émissaires de la Lumière qui se nourrissent des péchés de tous les êtres vivants, les transformant en purgateurs à leur tour.
Norvrandt est le « miroir » d'Éorzéa sur le Premier Reflet, ce à quoi la région d'origine du joueur ressemblerait si elle n'avait pas subi tant de Fléaux. La région de Grand-Lac abrite la Tour de Cristal, qui est apparue mystérieusement un siècle plus tôt. Cristarium, cité industrieuse bâtie par l'énigmatique Exarque du Cristal, s'est développée au pied de la tour. L'opulente Eulmore, sur l'île de Kholusia, chérit ses riches citoyens qui vivent dans un luxe indolent. Ce petit paradis créé par Don Vauthry exploite les réfugiés démunis qui se bousculent aux portes de la cité et n'existe que grâce au travail que fournissent les citoyens au plus bas de l'échelle sociale, qui ont pour ainsi dire un statut d'esclave. Le design du personnage de Vauthry est inspiré de Jabba le Hutt. Les Nains, qui sont l'équivalent des Lalafells dans le Premier Reflet, vivent en tribu de mineurs et de forgerons dans les montagnes de Kholusia. Les falaises des Seven Sisters ont servi de référence visuelle pour le décor de l'île de Kholusia. La grande forêt de Rak'tika abrite les ruines de l'Empire de Ronka et les enfants de la Nuit, une communauté religieuse dissimulée sous l'obscurité de la canopée. L'architecture de Ronka est quant à elle inspirée par Angkor Vat et les civilisations mésoaméricaines. Il Mheg est le royaume des fées - pixies, fuath, nu mou et amaros y coexistent - située dans une grande vallée qui appartenait autrefois au royaume de Voeburt. Enfin, l'Amh Araeng est le vaste désert où Minfilia a arrêté le Déluge, laissant derrière elle de gigantesques vagues de Lumière consolidée. Le reste du monde est recouvert par le Grand Vide, étendue inerte entièrement nimbée de Lumière.
Pendant les quêtes précédant Shadowbringers, le conflit entre l'Empire garlemaldais et Éorzéa s'intensifie alors que les Héritiers de la Septième Aube tombent successivement dans le coma en succombant à l'appel d'une voix mystérieuse, isolant le joueur de ses plus précieux alliés. L'empereur Varys zos Galvus a ordonné la production massive de Rose noire, une arme chimique mortelle même à faible dose, en riposte à la révolution victorieuse d'Ala Mhigo. Le prince héritier de Garlemald, Zenos yae Galvus, refait surface et a pour unique objectif de se mesurer à nouveau au Guerrier de la Lumière (GdL). Emet-Selch, l'Ascien qui avait fondé l'Empire sous le nom de Solus zos Galvus, accélère ses machinations pour anéantir le Premier Reflet et restaurer la puissance de Zordiarche. À ses yeux, les humains modernes ne sont guère plus que des coquilles vides dénuées d'âme ; il ne ressentirait donc aucun remords à faire s'éteindre une espèce qu'il ne considère pas véritablement vivante.

### Histoire
Shadowbringers s'ouvre alors que le GdL et Tataru s'approchent de la Tour de Cristal dans l'espoir de retrouver les Héritiers de la Septième Aube mais le joueur est une nouvelle fois interpellé par la mystérieuse voix de l'Exarque du Cristal. Ce dernier, voulant appeler le GdL, a invoqué par accident tous les Héritiers qui sont désormais présents dans le Premier Reflet depuis quelques années, le temps s'écoulant différemment entre les mondes. L'Exarque explique au joueur la raison de son appel : la Lumière s'apprête à déclencher une Calamité qui détruira le Premier Reflet et dont les répercussions seront perceptibles jusqu'au monde primitif. Le GdL fait la rencontre de Feo Ul, une fée au caractère bien trempé, et d'Ardbert, l'un des Guerriers des Ténèbres retourné dans son monde d'origine. Tous ses autres camarades se sont sacrifiés pour empêcher l'avancée du Déluge de Lumière mais lui s'est vu refuser ce sacrifice héroïque et il vagabonde depuis lors en tant que spectre, témoignant du lent déclin de Norvrandt.
Le GdL part retrouver Alphinaud et Alisaie. Alphinaud mène une enquête sur la décadente cité d'Eulmore tandis qu'Alisaie travaille dans un hospice pour victimes de purgateurs en Amh Araeng. Accompagné des jumeaux ainsi que de l'Exarque et de sa fille adoptive, Lyna, le joueur sauve les habitants du village de Holminster, victime d'une attaque du grand purgateur de Grand-Lac. Tuer un grand purgateur est une tâche suicidaire car la Lumière contenue dans le corps de la créature devrait se déverser dans celui de son meurtrier et le transformer en nouveau grand purgateur, or le guerrier semble capable de résister à ce mal grâce à la bénédiction d'Hydaelyn. Le ciel de Grand-Lac s'assombrit pour la première fois depuis un siècle. Des rumeurs circulent déjà à propos du légendaire « Guerrier des Ténèbres » (le joueur sera désormais considéré comme le GdT). Don Vauthry envoie le général Ran'jit s'enquérir des événements qui viennent de se produire à Cristarium mais l'Exarque du Cristal tait l'affaire. Le joueur retrouve Thancred, qui a délivré une jeune fille dénommée « Minfilia » des griffes de Ran'jit. Elle est la dernière incarnation de la Minfilia du monde primitif, qui est vénérée dans le Premier Reflet en tant que Prêtresse de la Lumière.
Les Héritiers trouvent refuge auprès d'Urianger en Il Mheg, la terre natale de Feo Ul. Le grand purgateur d'Il Mheg n'est nul autre que Titania, le monarque féerique emprisonné dans son château. Le nouveau GdT rassemble les quatre trésors féeriques pour pouvoir se rendre au château et éliminer Titania ; Feo Ul lui succède comme nouveau monarque féerique et organise la défense de son royaume alors que les troupes de Ran'jit y ont pénétré sans autorisation et que Il Mheg se retrouve enfin plongée dans la nuit. À leur retour à Cristarium, l'ancien empereur garlemaldais Solus zos Galvus se présente aux Héritiers sous le nom de l'Ascien Emet-Selch. Il leur propose une trêve et souhaite les accompagner dans leurs aventures, leur proposant même d'offrir son aide et de révéler ses véritables motivations une fois le moment venu. Les Héritiers acceptent la proposition non sans hésiter et se mettent à la recherche de Y'shtola dans la grande forêt de Rak'tika. Après des retrouvailles en demi-teinte, les Héritiers explorent ensemble les ruines de l'Empire de Ronka. Les gardiennes des lieux, les amazones Viis, leur viennent en aide pour localiser et terrasser le grand purgateur de la région. Emet-Selch apprend ensuite au groupe l'origine de l'existence de Hydaelyn et de Zordiarche : ce ne sont pas des dieux à proprement parler mais des primordiaux créés par son peuple. Zordiarche a été invoqué pour empêcher une calamité de se produire puis Hydaelyn pour sceller la puissance du tout premier primordial, craignant qu'elle ne devienne hors de contrôle. Une fois ces explications terminées, le GdT entend d'une oreille Y'shtola réprimander Urianger qu'elle accuse de dissimuler un terrible secret ; lui comme elle sont conscients que l'âme du GdT est fortement détériorée par tout l'éther des grands purgateurs et la lumière absorbés.
Il ne subsiste en Norvrandt plus que deux grands purgateurs ; les Héritiers recherchent l'âme de Minfilia afin qu'elle prête son pouvoir à la jeune fille du même nom et permette au groupe de localiser les grands purgateurs restants. Pendant que Thancred tente de retarder l'arrivée de Ran'jit qui veut dérober la jeune Minfilia et freiner la quête du GdT, ce dernier se rend avec elle dans les décombres où a été stoppé le Déluge de Lumière. Minfilia apparaît alors et demande à la jeune fille le destin qu'elle veut suivre : renoncer à sa destinée ou bien recevoir ses pouvoirs et lui succéder comme Prêtresse de la Lumière. La jeune Minfilia prend la seconde décision et est rebaptisée Ryne par Thancred. Ryne localise les deux derniers grands purgateurs, le dernier étant Don Vauthry lui-même. Une fois que le GdT a abattu le général Ran'jit, Vauthry se terre au sommet du Mont Gulg. Avec l'aide de tous les alliés qu'ils ont sauvés au cours de leur périple en Norvrandt, les Héritiers gravissent la montagne et le GdT finit par triompher de Vauthry. Le pouvoir de l'Écho révèle au joueur que c'est Emet-Selch qui est à l'origine de toutes ces souffrances qui ont commencé lorsqu'il a proposé un don au père de Vauthry : baigner son fils à naître dans le pouvoir de la Lumière et lui conférer le pouvoir de contrôler les purgateurs. Néanmoins, malgré sa victoire, il semblerait que le GdT ait accumulé trop de Lumière dans son corps et il commence à entamer sa propre transformation en purgateur. Alors que l'Exarque tente d'absorber le trop-plein de Lumière et de fuir entre les mondes, il se révèle être G'raha Tia, un vieil ami du Guerrier des Ténèbres. Il a dissimulé son identité pendant tout ce temps afin que les autres n'interfèrent pas avec son projet de sacrifice. C'est alors qu'Emet-Selch interrompt la scène et met subitement fin à la trêve qu'ils avaient conclue ensemble en affirmant que le GdT avait échoué à son épreuve. Il emmène G'raha Tia avec lui au fin fond de la Tempête, l'océan baignant l'île de Kholusia.
Ryne stabilise temporairement l'état du GdT mais la Lumière se répand à nouveau dans les cieux de Norvrandt. Les Héritiers apprennent dans la Tour de Cristal que G'raha Tia revient d'une chronologie où la Rose noire suralimentée par la Lumière a bel et bien provoqué le désastre de la 8e ère ombrale. Luttant avec acharnement contre l'extinction de la civilisation humaine, les Forges de Garlond rallièrent à leur cause toutes les personnes inspirées par les actes du GdL/GdT et, après deux siècles environ, ils parvinrent à rouvrir la Tour de Cristal pour réveiller G'raha Tia de sa stase. Combinant à pleine puissance les pouvoirs d'Alexander et d'Oméga, ils firent voyager G'raha Tia à travers le temps et l'espace pour prévenir la catastrophe.
Les Héritiers poursuivent Emet-Selch jusqu'aux abysses, où l'Ascien a métamorphosé les ruines millénaires d'Amaurote, ancienne capitale de son peuple, en une illusion de ville réelle peuplée par des simulacres de citoyens. Confrontés à l'apocalypse, les Anciens implorèrent leurs dirigeants - le Concile des Quatorze, dont Emet-Selch était membre - de les aider à trouver leur salut. Un simulacre conscient de sa condition factice, Hythlodaeus, apprend au joueur que les trois quarts des Anciens ont sacrifié leur vie pour confier leurs âmes à Zordiarche afin qu'il mette un terme à l'apocalypse, protège les survivants et restaure le monde tel qu'ils l'ont toujours connu. Le Concile prévoyait ainsi de sacrifier les formes de vie ultérieures pour permettre aux Anciens qui ont donné leurs vie de pouvoir revivre à nouveau. Une minorité d'Anciens dissidents, désirant laisser les nouvelles formes de vie se développer indépendamment de la leur, ont invoqué Hydaelyn pour empêcher Zordiarche de mettre en œuvre son dessein. Emet-Selch teste une nouvelle fois la capacité des Héritiers de la Septième Aube en les faisant revivre les derniers jours d'Amaurote. Le GdT succombe presque à la Lumière lorsqu'Ardbert, qui n'est en réalité qu'un des fragments de l'âme du Guerrier, apparaît et fusionne avec lui pour rétablir l'équilibre de son âme en lui apportant sa part de Ténèbres. Emet-Selch décide enfin d'affronter le Guerrier sous son véritable nom, Hadès. Le Guerrier exploite sa Lumière comme une arme et transperce le corps d'Hadès avec pour le tuer, libérant les Ténèbres enfouies dans son âme et restaurant définitivement le ciel nocturne sur tout le continent de Norvrandt. Alors qu'il rend son dernier souffle, Emet-Selch adresse une ultime requête au Guerrier de la Lumière : « Souviens-toi de nous. Souviens-toi que nous avons existé. ». Ayant sauvé son propre monde d'une 8e ère ombrale et le Premier Reflet d'une annihilation totale, le Guerrier fait son retour à Cristarium avec tous ses alliés et G'raha Tia, espérant trouver un moyen de permettre aux Héritiers de la Septième Aube de retourner dans leur monde.
Dans le même temps, Estinien et Gaius s'infiltrent dans le palais impérial de Garlemald pour détruire la production de Rose noire. Elidibus, le dernier Ascien originel, est contraint de fuir Garlemald alors que Zenos a retrouvé son corps. C'est alors qu'Estinien et Gaius font irruption dans la salle du trône pour témoigner du meurtre de Varys par Zenos, qui souhaite épargner le GdL afin de le confronter par lui-même. De son côté, Elidibus jure de venger Lahabrea et Emet-Selch en ayant recours au pouvoir des « Guerriers de la Lumière ».

#### Retour dans le monde primitif
G'raha Tia fait appel à Beq Lugg, un nu mou expert dans l'étude des âmes, pour l'aider à transporter les âmes des Héritiers de la Septième Aube dans le monde primitif avant que leurs corps d'origine ne s'éteignent définitivement. Pendant ce temps, les citoyens d'Eulmore élisent comme nouveau maire Chai-Nuzz, un ingénieur névrosé mais brillant qui a dirigé contre son gré l'opération d'ascension du Mont Gulg. Malgré son anxiété et ses doutes, il travaille avec diligence pour partager les ressources financières d'Eulmore avec les autres communautés de l'île de Kholusia. Le GdL reprend contact avec ses alliés du monde primitif et apprend par leur biais le retour de Zenos ainsi que la nouvelle guerre qui se prépare depuis le meurtre de Varys. Estinien affirme y avoir aperçu une nouvelle machine ressemblant trait pour trait à une copie de l'Ultima Arma.
Dans le Premier Reflet, les Héritiers s'attellent à répandre la vérité sur les Guerriers de la Lumière injustement haïs de Norvrandt : Ardbert et ses anciens camarades. Elidibus exploite leurs efforts et prend l'apparence d'Ardbert pour éveiller de nombreuses personnes au pouvoir de l'Écho à des fins inconnues. Il déclare aux Héritiers que l'Écho est un vestige du pouvoir des Anciens et non un don d'Hydaelyn comme ils peuvent le croire. Incapables de s'opposer à « Ardbert » sans semer la confusion autour d'eux, les Héritiers s'en détournent et continuent de chercher un moyen de rentrer chez eux. Rassemblant leurs connaissances magiques combinées des deux mondes, ils élaborent progressivement un plan : les Héritiers vont devoir utiliser des « conducteurs spirituels » pour y préserver leurs âmes et leurs souvenirs, et permettre ainsi au joueur de les transporter en toute sécurité dans leur monde d'origine, après quoi ils pourront regagner leurs corps.
En épluchant les archives d'Amaurote, les Héritiers découvrent que c'est une certaine « Venat » qui allait former le cœur d'Hydaelyn tandis que Elidibus était déjà celui de Zordiarche. Elidibus intervient et soumet le Guerrier à une série d'épreuves tandis que Y'shtola, analysant l'éther de l'Ascien, en déduit qu'Elidibus est toujours de nature primordiale bien que son corps soit séparé de Zordiarche. De plus, il a fait s'ébruiter à Cristarium la légende des Guerriers de la Lumière et se nourrit de cette foi populaire pour gagner en puissance.
Elidibus attaque G'raha Tia et Beq Lugg, dérobant un prototype de conducteur spirituel renfermant le sang et la mémoire de l'Exarque pour prendre le contrôle de la Tour de Cristal. Il invoque alors des centaines de « Guerriers de la Lumière » spectraux ayant pour mission d'empêcher les Héritiers de rentrer dans la ville. Le GdT vient toutefois à bout de ses adversaires et, atteignant le sommet de la Tour de Cristal, il affronte Elidibus qui prend l'apparence du légendaire Guerrier de la Lumière ; au cours de leur confrontation, le GdT apprend qu'il possède l'âme d'Azem, le 14ème et dernier membre du Concile des Quatorze, qui a quitté son siège en signe de protestation contre le plan d'invocation de Zordiarche. Avec l'aide opportune de l'ombre d'Emet-Selch, le GdL et G'raha Tia parviennent à venir à bout d'Elidibus et à sceller son esprit dans la tour. Le surmenage de G'raha Tia finit par recouvrir son corps de cristal mais le Guerrier extrait son âme pour la préserver dans son conducteur spirituel. Une fois la confection de ces objets terminée, le Guerrier retourne dans le monde primitif, où il restitue leurs âmes aux Héritiers et à G'raha Tia, qui hérite des souvenirs de l'Exarque du Cristal et intègre pleinement l'organisation des Héritiers de la Septième Aube. Pendant ce temps, Zenos fait alliance avec l'Ascien nihiliste Fandaniel et planifie ses retrouvailles avec le GdL.

#### Le commencement de la fin
L'Alliance éorzéenne cherche à trouver une résolution pacifique à tous ses conflits avec les tribus d'hommes-bêtes. Pour ce faire, Alisaie et G'raha Tia cherchent un remède à la subjugation. En exploitant la technologie d'un superordinateur allagois, ils parviennent à guérir Ga Bu, le jeune kobold subjugué pour lequel Alisaie s'était prise d'affection. À Limsa Lominsa, Merlwyb et les Héritiers parviennent ainsi à mettre un terme pacifiquement à des années de conflits en soignant la subjugation du patriarche kobold. Dans le même temps, de mystérieuses tours apparaissent dans le monde entier, en même temps que Fandaniel et ses serviteurs, les Télophores. Depuis la disparition d'Elidibus, il ne reste plus aucun Ascien originel, permettant à Fandaniel d'agir comme bon lui semble, en l'occurrence en annihilant toute forme de vie. Il menace de raser les villes du monde entier à l'aide d'un primordial corrompu, Luna-Bahamut, si le GdL refuse d'affronter à nouveau Zenos. Les Héritiers enquêtent sur la nature de ces tours tandis que Krile et Tataru partent à la recherche d'Estinien.
Les Héritiers et l'Alliance éorzéenne se réunissent à Ala Mhigo. Lyse leur apprend que les tours peuvent d'une certaine manière amener les individus qui s'en approchent à vénérer Garlemald. Raubahn propose d'envoyer Fordola et Arenvald dans l'une de ces tours, eux qui sont immunisés à la subjugation. Ensuite, les jumeaux Leveilleur, G'raha Tia et le GdL accompagnés d'Estinien se rendent à Azys Lla pour consulter la dragonne ancienne Tiamat au sujet de Luna-Bahamut. Le groupe brise les chaînes liant Tiamat et obtiennent son aide pour neutraliser cette créature qui n'est qu'un primordial salissant la mémoire de son bien-aimé. Les Télophores et Luna-Bahamut conduisent un assaut sur Paglth'an, la terre des Amalj'aa ; l'Alliance vient aide aux hommes-bêtes et le GdL et Tiamat vainquent le primordial. À Ul'dah, Nanamo apprend au joueur qu'Arenvald a été grièvement blessé et ne pourra sûrement plus jamais recouvrer l'usage de ses jambes mais elle partage également les effroyables découvertes de Fordola : les prisonniers Amalj'aa capturés par les Télophores ont invoqué un « Luna-Ifrit » et une multitude d'autres primordiaux lunaires surgissent. Les Héritiers se rassemblent et Krile suggère de demander l'aide de Sharlayan pour venir à bout des Télophores. Estinien intègre les Héritiers de la Septième Aube, déterminé à soutenir leur cause.
L'Alliance éorzéenne et ses nouveaux alliés des tribus d'hommes-bêtes se réunissent une nouvelle fois à Ala Mhigo, mettant de côté leurs différends et s'unissant sous la bannière de la Grande Compagnie d'Éorzéa. L'émissaire de Sharlayan, Fourchenault, père des jumeaux Leveilleur, rejette avec véhémence cette alliance et désavoue ses enfants pour leur attitude « barbare ». À la mise en garde des Héritiers au sujet de l'apocalypse prévue par les Télophores, Fourchenault ne sourcille pas et rétorque que si les derniers jours venaient à arriver, Sharlayan serait la première à le savoir. Alors que les Télophores font marche sur la plaine de Carteneau, les Héritiers et la Grande Compagnie d'Éorzéa s'y précipitent pour défendre les confluences éthérées qui s'y trouvent et minimiser le nombre d'invocations primordiales.
Les Héritiers prennent la décision de se rendre personnellement à la Vieille Sharlayan pour découvrir la raison de l'attitude pour le moins suspecte de Fourchenault. Alors que le groupe apprend que les tours drainent l'éther environnant, le Guerrier aperçoit une étrange apparition féminine l'avertissant que l'apocalypse est désormais inévitable. Fandaniel se prépare à ouvrir la « porte des dieux » tandis que Zenos abandonne ses katanas pour une faux, perfectionnant ses compétences de faucheur pour la revanche qu'il exige face au joueur.

## Développement
La planification de Shadowbringers a commencé en mai 2017, environ un mois avant la sortie de l'extension précédente, Stormblood, impliquant une mise en retrait élaborer une nouvelle trame de la part du producteur et réalisateur Naoki Yoshida ainsi que des principaux scénaristes, Natsuko Ishikawa et Banri Oda. Le processus de développement d'une nouvelle extension consiste habituellement à exposer en détail la progression de la quête principale tout en catégorisant ces nouveaux éléments afin que les développeurs ne confondent pas le contenu du patch et le contenu de l'extension qui étaient créés simultanément. Les extensions de Final Fantasy XIV sont conçues pour rivaliser avec les RPG hors ligne en termes de longueur et de contenu. Pour Yoshida, l'autre enjeu majeur pendant la conception de Shadowbringers était de « défier les attentes ». Il voulait faire vaciller la certitude du joueur qui pensait jusqu'alors que tout ce qui était associé à la Lumière était forcément « bon » dans l'univers du jeu tout en mettant au défi l'équipe de développeurs de proposer une extension qui surprendrait les joueurs. Quant au système d'adjuration, il vient lui aussi contredire les idées reçues de certains joueurs selon lesquels un MMORPG doit nécessairement être joué en groupe. Enfin, Yoshida a mis au défi les joueurs de comparer Shadowbringers aux autres jeux principaux de la licence des Final Fantasy (comparaisons dont ont pu souffrir les extensions précédentes).

### Écriture
Yoshida a imposé à son équipe de scénaristes trois exigences relatives au scénario de la nouvelle extension : l'histoire doit se dérouler dans la dimension alternative qu'est le Premier Reflet (1) où le joueur deviendra le « Guerrier des Ténèbres » (2), accompagné par les Héritiers de la Septième Aube (3) afin de profiter du nouveau système d'adjuration. L'idée d'en revenir à l'intrigue des Guerriers des Ténèbres et de Minfilia sur le Premier Reflet a germé dans l'esprit du directeur peu de temps après la sortie de Stormblood. L'équipe de scénaristes a approuvé cette idée et estimait que ce serait un bon moyen de poursuivre la quête principale après la libération d'Ala Mhigo. Ils ont également pris la décision de connecter cette nouvelle intrigue avec celle de G'raha Tia et de la Tour de Cristal à la fin de A Realm Reborn. L'univers du Premier Reflet étant noyé sous la Lumière, les équipes artistiques ont travaillé pour obtenir un effet de Lumière « lourde et oppressante » sans devenir insupportable. Pour ce faire, elle a dû ajuster la balance des blancs pour éviter que l'environnement ne prenne un air trop délavé ou qu'ils ne soient jugés trop similaires entre eux. L'équipe du son a quant à elle conçu un effet sonore de « halo » qui retentit dans les zones baignées de Lumière. Cet effet se manifeste par un son ambiant alternant entre fréquences hautes et basses destinées à évoquer une sensation de malaise voire d'étouffement. L'autre grand défi dans la conception environnementale du Premier Reflet était de le distinguer du monde primitif : les développeurs ont dû se demander comment 10 000 ans d'histoire divergente auraient pu impacter sa culture malgré la présence des mêmes races d'habitants.
En lien avec le thème plus large, Shadowbringers remet en question l'hypothèse selon laquelle l'histoire écrite par les vainqueurs est la « juste ». Dans cette optique, Oda s'est inspiré de Tactics Ogre: Let Us Cling Together pour créer une trame plus complexe. Sur le Premier Reflet, les Nains (équivalents des Lalafells) sont considérés comme une race d'« hommes-bêtes » contrairement au monde primitif, ce qui est un exemple de la façon dont la politique des vainqueurs influence l'interprétation de l'histoire. Ishikawa et Oda souhaitaient également éclaircir les réelles motivations des Asciens, qui s'étaient jusqu'alors montrés très énigmatiques. Ils ont choisi le personnage d'Emet-Selch pour transmettre l'histoire de cet ancien peuple en raison de son lien avec la fondation de l'Empire de Garlemald. Sa personnalité est inspirée de celle de Jack Sparrow, des Pirates des Caraïbes. Oda a pris soin de ne pas le rendre trop similaire à Ardyn Izunia, l'antagoniste de Final Fantasy XV. Emet-Selch raconte lui même son histoire au joueur afin de rendre le visage des Asciens plus humain et d'aider les joueurs. Ainsi, Ishikawa l'a écrit comme un personnage dont les actes sont « monstrueux » mais dont le passé le rend « attachant d'une certaine façon ». L'écrivaine s'est dite pleinement satisfaite de cette tension et de cette ambivalence que suscite le personnage d'Emet-Selch auprès du public.

### Conception
L'un des objectifs majeurs pour les développeurs était de rendre le jeu plus accessible pour les joueurs débutants. Le système d'adjuration a été conçu pour aider les personnes qui ne sont pas familières avec les RPG hors lignes tels que les anciens jeux Final Fantasy à s'adonner au contenu multijoueur sans subir la pression de devoir joueur avec d'autres. Le nouveau job de danseur était également destiné à être facile à prendre en main pour les néophytes. L'équipe a ajusté les anciennes récompenses de quête pour aider les nouveaux joueurs à rattraper plus rapidement leurs amis jouant déjà à Shadowbringers. De plus, les objets « contes d'aventure de jobs et de l'épopée » (story skip et level boost) introduits à la sortie de Stormblood ont été mis à jour pour permettre d'accéder directement à la nouvelle extension. La reconstruction d'Ishgard et les nouveautés associées à l'artisanat et à la récolte ont permis de rendre cet aspect du jeu plus facile lui aussi. Enfin, la nouvelle fonctionnalité NewGame+ et la rationalisation de certaines quêtes de A Realm Reborn ont contribué à améliorer l'expérience des nouveaux joueurs au début de leur aventure. L'équipe de développement a en effet retravaillé certaines quêtes, en supprimant quelques parties voire en les supprimant complètement afin d'améliorer le rythme de l'histoire sans pour autant lui nuire. Un gameplay de vol a également été implémenté dans les premières zones du jeu. Le NewGame+ permet aux joueurs de redécouvrir les extensions et les quêtes qu'ils ont déjà terminées.
Deux nouvelles races jouables ont été introduites au lancement de Shadowbringers : les Viéras et les Hrothgars. Les Viéras sont inspirées des Léporidés du même nom des jeux vidéos se déroulant à Ivalice et les Hrothgars sont inspirés des Ronsos (lions) de Final Fantasy X. Les joueurs ne pouvaient initialement sélectionner que des personnages féminins pour la première race et masculins pour la seconde. Yoshida a justifié cela en expliquant que les contraintes techniques de ressources ont empêché l'équipe d'ajouter les deux sexes aux nouvelles races, ajout qui impliquerait de repenser et d'ajuster l'énorme bibliothèque d'équipements existants pour s'adapter aux nouveaux modèles de personnages. Dans la fiction, les mâles Viéras et les femelles Hrothgars sont extrêmement rares et s'isolent de leur société d'origine. En choisissant ces deux races, l'équipe de développement voulait répondre au « désir irrésistible » du public pour les Viéras tout en augmentant la variété des types de corpulence disponibles grâce à l'aspect plus « bestial » des Hrothgars. Comme c'était probablement la dernière opportunité d'ajouter une nouvelle race au jeu en raison des coûts cumulés de mise en œuvre, l'équipe a décidé de n'introduire qu'un seul sexe de chaque pour satisfaire ces deux objectifs. Les autres sexes ont été ajoutés plus tard lors de l'extension suivante, Endwalker, en raison de la demande incessante des joueurs.

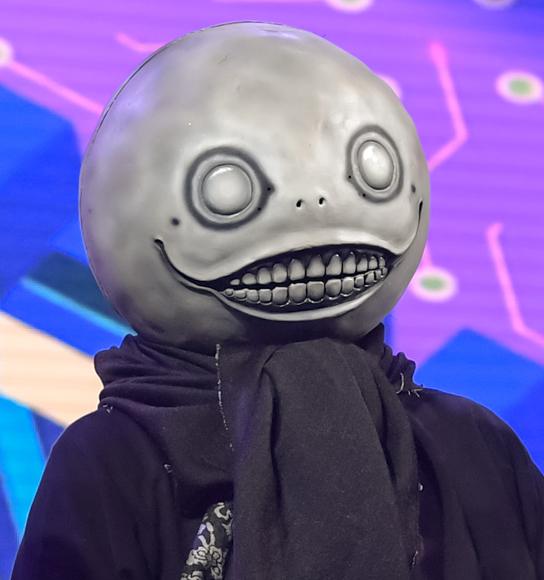
Yoko Taro a écrit le scénario de « YoRHa: Dark Apocalypse », une série de raids basée sur l'univers de Nier: Automata.

À l'instar de Stormblood, Shadowbringers propose un certain nombre de collaborateurs invités pour aider à la conception de certaines quêtes annexes. Ce fut notamment le cas de Yoko Taro, qui a écrit un scénario basé sur l'univers de Nier: Automata pour la nouvelle série de raids en alliance (24 joueurs) de l'extension. Yoshida aime travailler avec des créateurs extérieurs car ils offrent une perspective différente et peuvent mettre au défi l'équipe de développement de tester de nouvelles idées. Le producteur de Yoko, Yosuke Saito, a suggéré la collaboration à l'approche du lancement de Nier: Automata en 2017. Les joueurs ont inondé l'équipe de demandes de costumes d'équipement sur le thème de Nier, mais Yoshida voulait attendre pour créer un crossover plus complet et plus approfondi. Dans "YoRHa: Dark Apocalypse", l'aventurier rejoint les jumeaux nains Anogg et Konogg pour enquêter sur un site de fouilles archéologiques grouillant de formes de vie mécaniques. Ils rencontrent un androïde vêtu de blanc nommé 2P qui les aide à vaincre les machines. En plus du scénario, cette série de raids emprunte également des mécanismes de jeu et des modèles de personnages aux jeux Nier, ces derniers étant apportés par PlatinumGames, le développeur de Nier: Automata. Comme Yoko est connu pour supprimer les données de sauvegarde du joueur à la fin de ses parties, il a menacé en plaisantant de supprimer toutes les données des joueurs et des serveurs de Final Fantasy XIV à la fin du crossover. L'un des autres collaborateurs invités fut Tetsuya Nomura, qui a contribué à la conception des personnages pour les raids « Eden », inspirés par la créature éponyme de Final Fantasy VIII,. Il a reçu des notes sur l'histoire et le lore de FFXIV, mais avait toute la liberté pour les interpréter comme il le souhaitait. Yoshida considère les conceptions de Nomura comme une « essence » de Final Fantasy et souhaitait que son travail soit représenté dans Final Fantasy XIV. Enfin, Yasumi Matsuno est revenu pour écrire une continuation de l'arc « Retour à Ivalice » de Stormblood. Elle est basée sur une idée inutilisée pour une suite de Vagrant Story qui n'a jamais été produite.

### Patchs
L'accès anticipé à Shadowbringers a commencé le 28 juin 2019 pour les personnes ayant précommandé le jeu avant la sortie complète le 2 juillet suivant. Afin de faciliter les améliorations graphiques, la prise en charge active des systèmes d'exploitation Windows 32 bits et des bibliothèques de rendu DirectX 9 a pris fin avec le lancement de l'accès anticipé. Pour promouvoir l'extension, Square Enix a filmé une publicité dans laquelle Tom Holland suit un entraînement physique pour devenir Guerrier des Ténèbres et son colocataire, interprété par Hannibal Buress, prétend qu'un tel entraînement n'est pas nécessaire pour jouer à un jeu vidéo. Une version Xbox du jeu a été annoncée en novembre. Yoshida a expliqué que sa principale exigence pour la sortie Xbox était l'interopérabilité multiplateforme avec les versions PlayStation et PC. En plus de retarder la sortie du patch 5.3, la pandémie de Covid-19 a forcé Square Enix à annuler les événements de la PAX East 2020 à Boston, les concerts de rock de Final Fantasy XIV à Tokyo et les trois événements du Final Fantasy XIV Fan Festival à San Diego, Londres et Tokyo,,,.
L'équipe de développement prévoit la sortie d'un nouveau patch correctif environ tous les trois mois. Chacun de ces patchs de contenu gratuits comprend une continuation du scénario de la quête principale ainsi que de nouveaux raids, fonctionnalités, défis et donjons. Avec Shadowbringers, Yoshida a réaffecté des ressources pour faciliter le développement de nouveaux types de contenu (par exemple le front sud de Bozja, des défis supplémentaires, etc.) en réduisant le nombre de donjons ajoutés dans les correctifs.  Comme pour les extensions précédentes, Square Enix a publié cinq patchs majeurs pour Shadowbringers au cours de son cycle de contenu de deux ans.
| Mise à jour | Titre                            | Date de sortie  | Notes |
| ----------- | -------------------------------- | --------------- | --- |
| 5.0         | Shadowbringers                   | 2 juillet 2019  | Le contenu hebdomadaire limité n'était pas encore mis à disposition au lancement de l'extension afin de permettre aux joueurs de progresser dans l'histoire à leur rythme. Le raid de L'Éveil d'Éden est introduit deux semaines après le lancement de l'extension avec un mode Sadique encore deux semaines après. Dans le scénario de ce raid, Thancred, Urianger et Ryne demandent l'aide du GdT pour redonner vie au désert planétaire du Grand Vide encerclant entièrement Norvrandt en exploitant le pouvoir d'Éden, considéré comme étant le tout premier purgateur à avoir vu le jour. Le groupe parvient à prendre le contrôle du purgateur mais est attaqué par une mystérieuse entité et doit invoquer des versions alternatives des primordiaux Léviathan et Titan pour restaurer l'éther d'eau et de terre dans le Grand Vide. Alors que le GdT et Ryne quittent le Grand Vide en attendant de trouver une solution pour faire évoluer la situation, Thacred et Urianger décident de rester sur place afin de veiller sur la personne qui les a précédemment attaqués, la « Prêtresse des Ténèbres ». |
| 5.1         | Vows of Virtue, Deeds of Cruelty | 29 octobre 2019 | La principale nouveauté de ce patch est l'introduction du premier raid de la série YoHRa: Dark Apocalypse, La réplique de l'usine désaffectée. Les jumeaux nains Anogg et Konogg demandent l'aide du GdT pour enquêter sur un site de fouilles archéologiques près du village de Komra et réveillent un androïde nommé 2P. Le groupe, escorté par 2P, s'aventure au-delà du site de fouilles et affronte un autre androïde nommé 9S qui semble avoir pris le contrôle des machines alentours. Alors que 9S est vaincu, 2P s'éteint et les jumeaux emportent avec eux leur adversaire alors qu'il est inconscient. De plus, ce patch introduit du nouveau contenu à difficulté Ultimate, L'Odyssée d'Alexander ; un défi extrême face à Hadès ; des mises à jour pour le mage bleu ; une nouvelle arène PvP, Onsal Hakair ; la première phase de la reconstruction d'Ishgard ; le NewGame+ ; et les quêtes tribales des Pixies. |
| 5.2         | Echoes of a Fallen Star          | 18 février 2020 | La principale nouveauté de ce patch est le raid Les Accords d'Éden, lors duquel le groupe du GdT, désormais accompagné par Gaïa, la Prêtresse des Ténèbres, retournent dans le Grand Vide pour lui redonner vie. Après avoir vaincu des invocations de Ramuh, Ifrit et Garuda pour restaurer l'éther de foudre, de feu et de vent respectivement, Ryne se dévoue pour servir elle-même de réceptacle à l'invocation de Shiva pour restaurer l'éther de glace mais alors qu'elle perd le contrôle de sa force, elle est arrêtée à temps par le GdT avec l'aide de Gaïa. Les joueurs sont amenés à retourner à Ala Mhigo pour suivre la série de quêtes de La Complainte de Werlyt, où Gaius leur demande de détruire les prototypes ayant servi à fabriquer l'Ultima Arma, à commencer par l'Arme Rubis, qui se transforme en une manifestation de Nael van Darnus. Après la destruction de l'Arme, Gaius apprend que l'un des orphelins qu'il avait élevés a péri en la pilotant et que tous ses frères et sœurs servent désormais la VIIe Légion réformée. Dans la série de quêtes des Lames de Gunnhildr, les joueurs se rendent également dans le sud d'Ilsabard pour aider le Front bozjen à recréer des armes légendaires tout en mettant au jour la vérité sur le projet Météore. Ce patch a également introduit les quêtes tribales des Qitari, une nouvelle avancée du projet de reconstruction d'Ishgard ainsi que la pêche en haute mer. |
| 5.3         | Reflections in Crystal           | 11 août 2020    | La sortie de ce patch a été retardée de deux mois en raison du Covid ; l'équipe de développement avait retrouvé 90 % de sa capacité initiale dès le mois de juin grâce au télétravail,. Les principales caractéristiques du patch incluent une refonte de la quête principale de A Realm Reborn, dont les zones peuvent désormais être parcourues au vol ainsi que l'introduction de La base militaire des Pantins, le deuxième raid en alliance de la série YoHRa: Dark Apocalypse. L'aventurier et les jumeaux nains sont trahis par 2P avant d'être secourus de justesse par un autre androïde, 2B. Le groupe poursuit tous ces androïdes dans un bunker géant et vient à bout de 2P. Alors que les villageois de Komra débattent sur le sort qu'ils réservent à Anogg et Konogg, 2B s'en va avec 9S pour poursuivre sa mission et Anogg s'enfuit par culpabilité. La quête de La Complainte de Werlyt se poursuit dans ce patch : Cid et Gaius demandent à l'aventurier de libérer une cité sous contrôle impérial qui renferme les armes restantes en lui faisant piloter mecha nommé Guerrier-G. Après avoir détruit l'Arme Saphir qui protégeait la ville, Gaius se retrouve encore plus déterminé à faire disparaître le projet Ultima et sauver ses enfants. Les fonctionnalités supplémentaires du patch incluent des défis au mode de difficulté Irréel pour remettre à jour d'anciens combats ; les quêtes tribales des Nains ; une nouvelle phase de la reconstruction d'Ishgard ; le front sud de Bozja ; une mise à niveau importante de la version d'essai gratuite. |
| 5.4         | Futures Rewritten                | 8 décembre 2020 | Les raids Éden s'achèvent dans ce patch avec la sortie de La Promesse d'Éden. Après le départ des Héritiers de la Septième Aube du Premier Reflet, le GdT, Ryne et Gaïa constatent ensemble que la vie n'a pas repris son cours dans le Grand Vide, ce qui les incite à invoquer une version primordiale du Nuage de Ténèbres pour restaurer l'éther de ténèbres dans la région. Ce faisant, ils libèrent par inadvertance l'Ascien Mitron, qui a été transformé en Éden à la suite de sa défaite face à Ardbert, et qui avait réveillé en Gaïa les souvenirs de sa partenaire Loghrif. Après avoir survécu aux épreuves imposées par Mitron, Gaïa est contrainte de fusionner avec lui et ensemble ils déclarent leur intention de créer une utopie où le temps n'existe plus. Ils affrontent directement le GdT et, une fois vaincus, la séparation de Gaïa et de Mitron permet enfin de faire vivre les éthers élémentaires dans le Grand Vide. Avec la disparition de l'Ascien tourmenté, Gaïa est désormais libre de vivre sa vie comme elle l'entend. La quête de La Complainte de Werlyt se poursuit avec le défi de l'Arme Émeraude : Gaius découvre que cette dernière a été cachée sous l'eau et s'en remet une nouvelle fois au GdL pour la détruire. Ainsi, il libère l'une des enfants de Gaius, Allie, et apprend d'elle que la VIIe Légion possède une quatrième arme, l'Arme Diamant, et que le légat Valens van Varro prévoit d'usurper le trône impérial avec l'aide de cette machine infernale. L'intrigue de YoHRa: Dark Apocalypse se poursuit alors que le GdT tente d'aider Konogg à se racheter auprès des siens. En communiant avec une sphère blanche dans le bunker, ils apprennent qu'Anogg est en réalité décédée en voulant sauver la vie de son frère et que celle qui les accompagnait n'était que l'une de ses créations artificielles. Les fonctionnalités supplémentaires de ce patch incluent la phase finale de la reconstruction d'Ishgard, l'extension de niveau et la mise à jour du mage bleu et la suite des Lames de Gunnhildr avec Delubrum Reginae. |
| 5.5         | Death Unto Dawn                  | 13 avril 2021   | Ce patch, publié en plusieurs parties, prépare le terrain pour l'introduction d'Endwalker. La quête YoHRa: Dark Apocalypse se conclut après le dernier raid de « La tour de la Contingence ». Le joueur, assisté par 2B, 9S et la réplique d'Anogg, détruit la sphère blanche et fait apparaître une tour gigantesque. Les aventuriers et les androïdes escaladent la tour et achèvent leur montée par une confrontation avec une divinité venue d'un autre monde se faisant appeler la Déesse éclose. Bien que la divinité et toutes les sphères finissent par être détruites, 2B et 9S tentent de combler la faille entre les mondes qu'Anogg parvient à refermer de l'autre côté. Dans un dernier adieu au joueur, 2B explique au joueur que 9S et elle sont arrivés au Premier Reflet grâce au pouvoir de la sphère pour l'empêcher de plonger cette autre dimension dans une guerre destructrice face aux machines de guerre YoHRa. Les quêtes de La Complainte de Werlyt s'achèvent également dans ce patch après le défi de l'Arme Diamant ; Gaius apprend qu'Allie s'est échappée de sa détention et est retournée au quartier général de la VIIe Légion afin de piloter l'Arme Diamant par ses propres soins et mettre un terme aux ambitions de Valens mais elle active involontairement le mode de superposition psychique et perd le contrôle de l'engin. Alors que le GdL ramène Allie en sécurité, Valens apparaît et lui apprend qu'Alfonse, frère d'Allie, a fusionné avec le noyau de l'arme et Gaius n'aura d'autre choix que d'euthanasier son propre fils après sa défaite et celle de Valens. Le nouveau projet d'Ultima Arma est définitivement radié et Gaius demeure à Werlyt afin de supervision sa reconstruction pendant qu'il dirige provisoirement la cité tandis qu'Allie se remet lentement du traumatisme qu'elle vient de vivre. Le patch implémente la guitare électrique parmi les instruments que peut joueur le barde, basée sur la Fender Stratocaster. |

### Musique
Masayoshi Soken a composé la majorité de la bande originale de l'extension (plus de 50 pistes) en plus de ses fonctions de directeur sonore. Nobuo Uematsu n'a pas pu y contribuer en raison de problèmes de santé. Ainsi, Soken était chargé d'écrire le thème principal de l'extension, "Shadowbringers". Il voulait défier les attentes concernant la création d'une autre chanson orchestrale. Par conséquent, "Shadowbringers" est le premier thème principal de la série Final Fantasy qui utilise la guitare comme instrument principal. Jason C. Miller de Godhead a prêté sa voix pour les chants aux côtés d'Amanda Achen-Keenan. La chanson préférée de Soken de la bande originale est "Tomorrow and Tomorrow", également chantée par Achen-Keenan, qui sert de reflet au thème principal. Les deux chansons ont des phrases d'introduction similaires, mais « Shadowbringers » est en tonalité mineure tandis que « Tomorrow and Tomorrow » est en tonalité majeure, symbolisant les chemins divergents que la vie peut prendre. Ishikawa a expliqué que ce dernier thème parle de passer le flambeau à une autre génération. Le point de vue du chanteur est intentionnellement ambigu et pourrait vraisemblablement faire référence à de nombreux personnages. Soken a utilisé des pistes qui ont été réarrangées à partir d'extensions antérieures comme des opportunités de former les membres juniors de l'équipe sonore.
Final Fantasy XIV: Shadowbringers Original Soundtrack contient la musique de l'extension jusqu'au patch 4.4, soit un total de 88 pistes. L'album est publié par Square Enix le 11 septembre 2019 sur disque Blu-ray et comprend un code pour une mascotte exclusive « Suzaku mécanique » dans le jeu. Fran Soto de Hardcore Gamer a fait l'éloge de l'atmosphère sombre et du « son moderne » de la bande-son, y compris les fioritures lyriques de « Shadowbringers ». Justin Olivetti de Massively OP a préféré « Insatiable », le thème de combat de boss, pour son « rythme palpitant ». Dans leur critique du jeu, Heather Alexandra de Kotaku a salué la polyvalence de Soken et sa capacité à accentuer les rythmes de l'histoire avec sa musique. Elle a distingué « Neath Dark Waters », le thème d'Amaurote ; le tic-tac métronomique en arrière-plan compte à rebours jusqu'à la fin de cette civilisation. Caitlin Argyros de RPGFan a également noté ce morceau comme un exemple du don de Soken pour le réarrangement. Elle a également apprécié les motifs récurrents du thème principal de "Shadowbringers" tout au long de la bande originale. Le morceau préféré des fans était "Civilizations", le thème de jour de la grande forêt de Rak'tika ; ses paroles principales, "la hee", sont devenues un ver d'oreille infâme auprès de la communauté.
En mai 2021, lors du Final Fantasy XIV Digital Fan Festival, Soken a révélé qu'il avait reçu une chimiothérapie pour traiter son cancer pendant la majeure partie de l'année 2020, ajoutant que le cancer était maintenant en rémission. Soken a dissimulé son traitement à la plupart des membres de l'équipe de développement, effectuant une partie de son travail pour le contenu des patchs de Shadowbringers depuis l'hôpital.

## Accueil
Shadowbringers a été le titre Final Fantasy le mieux noté depuis Final Fantasy XII en 2006. De nombreux critiques l'ont considéré comme le meilleur jeu Final Fantasy depuis des années, certains le considérant comme un prétendant au titre de meilleur jeu Final Fantasy. Selon l'agrégateur de critiques Metacritic, il a reçu une « acclamation universelle » pour les versions PC et PlayStation 4, sur la base de 25 et 18 critiques respectivement. Square Enix a révélé dans un rapport aux investisseurs que l'extension a contribué à l'augmentation des ventes nettes, du résultat d'exploitation et des abonnés payants de la société. Deux millions de joueurs ont rejoint le jeu au cours des six premiers mois depuis le lancement de l'extension en juillet 2019 pour un total mondial de 18 millions.
Pratiquement tous les critiques ont loué la force de l'histoire et de l'écriture. Chris Carter de Destructoid et Steven Messner de PC Gamer ont qualifié Shadowbringers de « Avengers: Endgame de Final Fantasy XIV » pour la façon dont il tire profit des intrigues des extensions précédentes. Mike Williams d'USgamer a observé que le thème central de Shadowbringers est « la façon dont les gens grandissent et se déforment en période de grand désespoir ». Il a souligné le contraste entre la coopération altruiste de Cristarium et l'hédonisme égoïste d'Eulmore comme des réponses probables face à un monde en train de mourir. Julia Lee de Polygon a comparé Eulmore aux divisions de classe représentées physiquement par les plaques de Midgar de Final Fantasy VII. Un certain nombre de critiques ont observé des parallèles entre le Déluge de Lumière du Premier Reflet et les effets rampants mais catastrophiques du changement climatique,. Heather Alexandra de Kotaku a déploré que les inégalités économiques pourraient conduire à des enclaves esclavagistes comme Eulmore dans le monde réel après un effondrement sociétaire lié au climat. Elle a en outre trouvé un lien entre « l'énergie incontrôlée de la création » qui a détruit Amaurote au rôle de l'ingéniosité humaine dans la crise climatique.
Les personnages de Shadowbringers, en particulier Ardbert, Elidibus et Emet-Selch, ont également été salués par la critique. Kyle Campbell d'IGN a déclaré qu'Ardbert « a volé la vedette » en débriefant le héros après chaque mission. Natalie Flores de VG247 a estimé qu'Emet-Selch formait un véritable contraste par rapport au personnage principal et que l'écriture de son personnage était un point culminant pour la série. Elle a félicité la scénariste Natsuko Ishikawa pour l'avoir équilibré en tant qu'antagoniste sympathique sans pour autant justifier ses idéaux suprémacistes répréhensibles. Messner a qualifié Emet-Selch de « meilleur ennemi des Final Fantasy depuis Kefka ». Alexandra a apprécié la dynamique « conflictuelle » mais « véritablement ludique » qu'il a apportée au groupe. Elle a attribué une partie de son attrait à son doubleur, René Zagger. Natalie Flores de Vice a qualifié Elidibus d'« adversaire effrayant » et de « populiste incarné », tandis que Chingy Nea de Kotaku l'a salué comme l'un des méchants les plus brillants et mémorables de toute la série Final Fantasy, « un personnage fascinant avec un arc émotionnel convaincant et métatextuel ». Le casting vocal dans son ensemble a été bien accueilli. De nombreux critiques ont également apprécié la qualité immersive du dialogue des compagnons d'adjuration et ont préféré explorer les donjons pour la première fois via ce système.
Un autre point d'éloge était l'accessibilité du jeu pour les nouveaux joueurs. Malgré ses liens avec les histoires passées, le fait de placer l'extension dans un nouveau monde a permis aux auteurs de réintroduire des personnages existants. Ricardo Contreras de Waypoint a comparé favorablement Shadowbringers à l'expérience d'un nouveau joueur pour Destiny 2. Plusieurs commentateurs ont considéré le système d'adjuration comme précieux et réussi, à la fois pour aider les joueurs nouveaux et expérimentés à apprendre les mécanismes et pour améliorer les temps d'attente pour les donjons. Daniel Tack de Game Informer et Leif Johnson de PC World ont mis en garde contre l'achat des objets payants « story skip » et « level boost », recommandant plutôt aux joueurs de découvrir l'histoire par eux-mêmes. Cependant, Contreras a apprécié les didacticiels d'intégration qui accompagnent ces objets.
Les critiques ont pris note du fait que le jeu se déroule sur un autre monde. La région d'Il Mheg a été couramment utilisée comme exemple de la palette de couleurs variée de l'extension ; Lee a déclaré qu'elle « ne ressemble à rien d'autre que nous ayons vu dans Final Fantasy XIV ». Williams a également complimenté Grand-Lac pour sa « forêt mauve vibrante qui mène à la magnifique Tour de Cristal au centre du Cristarium ». Carter a considéré Amh Araeng comme étant trop similaire aux autres zones désertiques du jeu, mais a convenu que le reste des nouvelles zones était impressionnant. L'accueil du gameplay s'est concentré sur les nouveaux jobs et le rythme. Entre le pistosabreur et le danseur, c'est ce dernier a reçu beaucoup plus d'éloges. Campbell a remarqué la synchronicité entre le thème du job et son gameplay, le qualifiant d'« aussi excitant que plein d'utilité ». En revanche, Williams a estimé que le pistosabreur manquait d'une caractéristique déterminante et n'excellait pas « dans un domaine particulier ». En ce qui concerne le rythme, Tack et Messner ont tous deux critiqué l'utilisation de « quêtes de récupération » mais ont estimé que le récit les couvrait bien. Alexandra a trouvé que certaines parties de l'histoire traînaient, notamment en Amh Araeng, mais les points forts les surpassaient de loin.
Les critiques ont considéré Shadowbringers comme le point culminant de l'arc de rédemption de Final Fantasy XIV, de son lancement désastreux en 2010 et sa renaissance en 2013 jusqu'à aujourd'hui. Bien qu'il ait largement suivi la « formule cimentée dans [A Realm Reborn] », Carter a apprécié la cohérence et a déclaré que le jeu est « sans doute meilleur qu'il l'ait jamais été ». Johnson a qualifié Shadowbringers de titan du genre MMORPG qui « domine tellement ses rivaux contemporains qu'il les noie dans son ombre ». Au cours du cycle de récompenses de 2019, il a remporté le prix du « meilleur MMO » de RPGFan,  ainsi que celui de la « meilleure extension » de PC Gamer et Massively OP. IGN et PlayStation Blog l'ont nommé « meilleur jeu en cours »,. RPGFan lui a également décerné le prix du « jeu de l'année ». Emet-Selch a été élu sixième plus grand personnage de Final Fantasy dans le Grand Poll de la NHK par les fans japonais, et classé parmi les 70 meilleurs personnages de jeux vidéo de la décennie 2010 par Polygon. En 2020, Shadowbringers a remporté le Famitsu・Dengeki Game Award pour le « Meilleur jeu en ligne » et le SXSW Gaming Award pour « Excellence en multijoueur »,. Lors de la 23e édition annuelle des DICE Awards, l'Academy of Interactive Arts & Sciences a nommé Shadowbringers « Jeu de rôle de l'année ».